# Pumpa

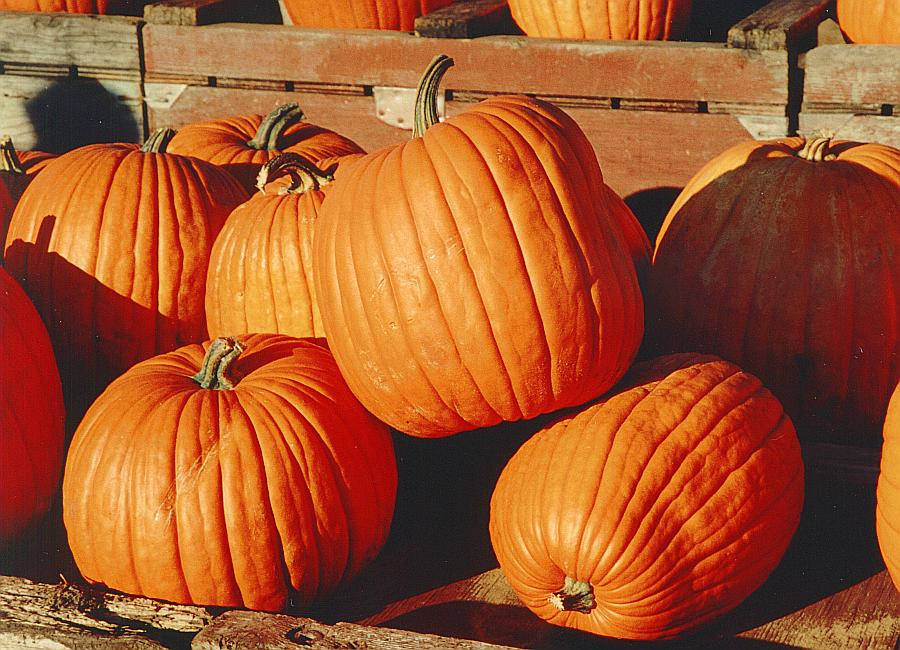
Jättepumpor

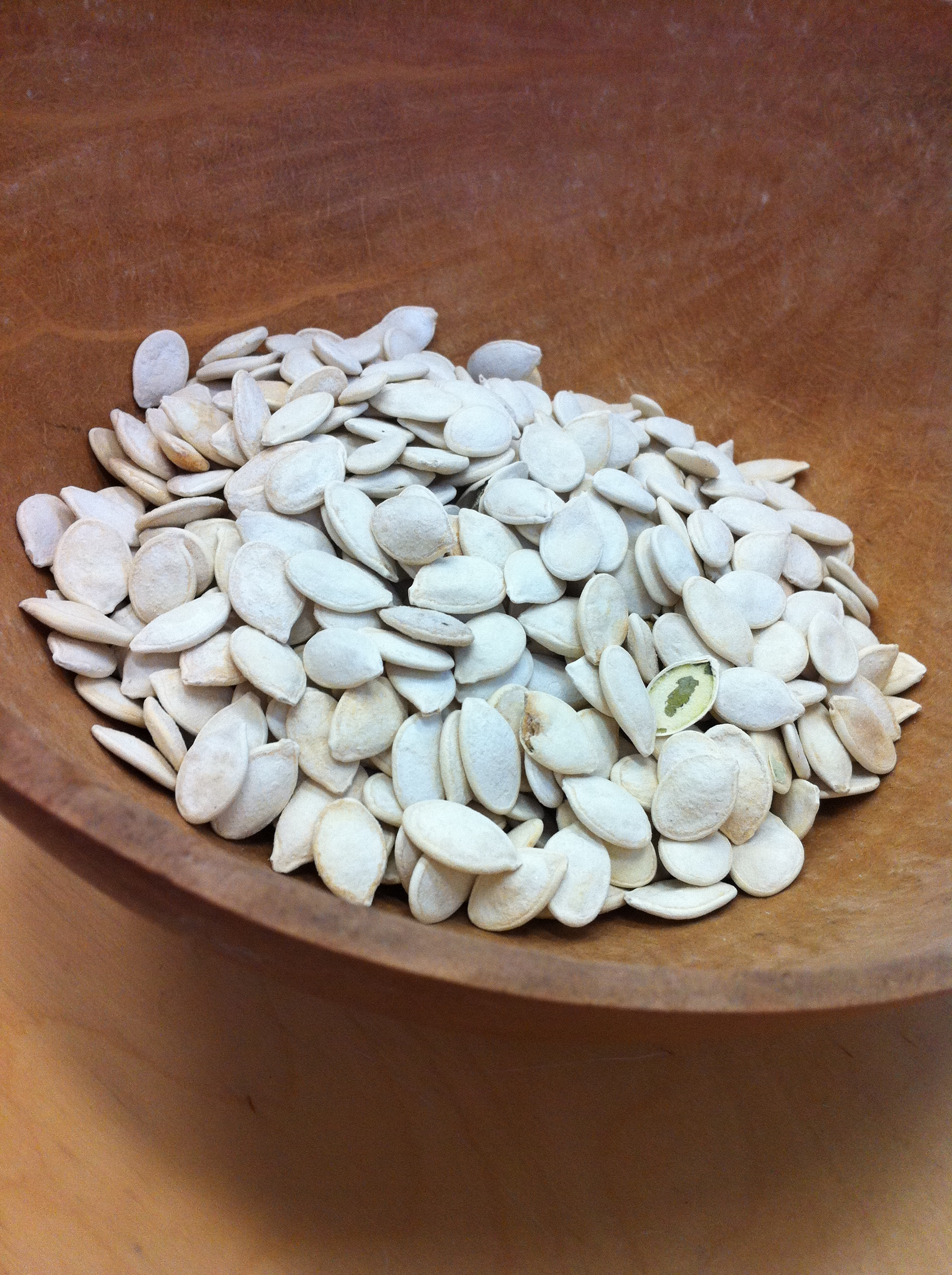
Saltade pumpakärnor

Pumpa (Cucurbita maxima, Cucurbita pepo och Cucurbita moschata) syftar på tre arter inom familjen gurkväxter samt benämningen på dessa arters vanligen runda eller avlånga och orange frukter. Är frukterna gröna och avlånga kallas de squash. Arterna kommer från Amerika.

## Sorter
I Sverige odlas av tradition oftast de avlånga sorterna. Ofta kallade syltpumpa.
Det finns många olika typer av pumpa, alltifrån små prydnadspumpor på ett par hekto till jättepumpor på hundratals kilo. Vanligast som inläggningspumpa är nog Vegetable Marrow.  För pumpapaj finns det också en del speciella sorter att köpa. Atlantic Giant är en pumpasort för rekordstora pumpor. 

## Näringsinnehåll
100 g pumpa innehåller 24,5 kcal och 9 mg C-vitamin. Mogna pumpor kan förvaras några månader i ett svalt utrymme.

## Produktion
I USA producerades 883 000 ton pumpa år 2014. I Sverige odlades samma år pumpa på 117 hektar, med en sammanlagd produktion på 2 100 ton. Detta var en ökning från 2011 års siffror på 68 hektar och 1 100 ton.

## SM i pumpaodling
SM i pumpaodling hålls varje år i månadsskiftet september/oktober på Solberga Gård i samband med Ölands Skördefest. Under åren 2006 - 2008 har segrarpumpan vägt över 500 kg.